# Pyrwomaj (gmina)
Pyrwomaj (bułg. Община Първомай) – gmina w południowej Bułgarii, w obwodzie Płowdiw.

## Miejscowości
Miejscowości wchodzące w skład gminy Pyrwomaj:
- Bjała reka (bułg. Бяла река),
- Brjagowo (bułg. Брягово),
- Bukowo (bułg. Буково),
- Dobri doł (bułg. Добри дол),
- Dragojnowo (bułg. Драгойново),
- Dyłbok izwor (bułg. Дълбок извор),
- Ezerowo (bułg. Езерово),
- Gradina (bułg. Градина),
- Iskra (bułg. Искра),
- Karadżałowo (bułg. Караджалово),
- Kruszewo (bułg. Крушево),
- Porojna (bułg. Поройна),
- Prawosławen (bułg. Православен),
- Pyrwomaj (bułg. Първомай) – siedziba gminy,
- Tatarewo (bułg. Татарево),
- Winica (bułg. Виница),
- Woden (bułg. Воден).